# Luddingsbo
Luddingsbo är en tätort i Västra Husby socken i Söderköpings kommun belägen på norra sidan av Asplången, väster om Söderköping. Ortens äldre bebyggelse i östra delen ingår i tätorten Snöveltorp.

## Befolkningsutveckling
I väster har ett nyare villaområde byggts upp som av SCB före 2015 avgränsade till en småort namnsatt till Luddingsbo (västra delen).
| Befolkningsutvecklingen i Luddingsbo 2015–2020                                        | Befolkningsutvecklingen i Luddingsbo 2015–2020 | Befolkningsutvecklingen i Luddingsbo 2015–2020 | Befolkningsutvecklingen i Luddingsbo 2015–2020 | Befolkningsutvecklingen i Luddingsbo 2015–2020 |
| ------------------------------------------------------------------------------------- | ---------------------------------------------- | ---------------------------------------------- | ---------------------------------------------- | ---------------------------------------------- |
|                                                                                       |                                                |                                                |                                                |                                                |
| År                                                                                    |                                                |                                                | Folkmängd                                      | Areal (ha)                                     |
| 2015                                                                                  | 2015                                           |                                                | 215                                            | 58                                             |
| 2020                                                                                  | 2020                                           |                                                | 237                                            | 59                                             |
| Anm.: ny tätort 2015, var före dess en småort som 2010 hade 157 invånare på 40 hektar |                                                |                                                |                                                |                                                |